# Batalla de la Montaña Blanca

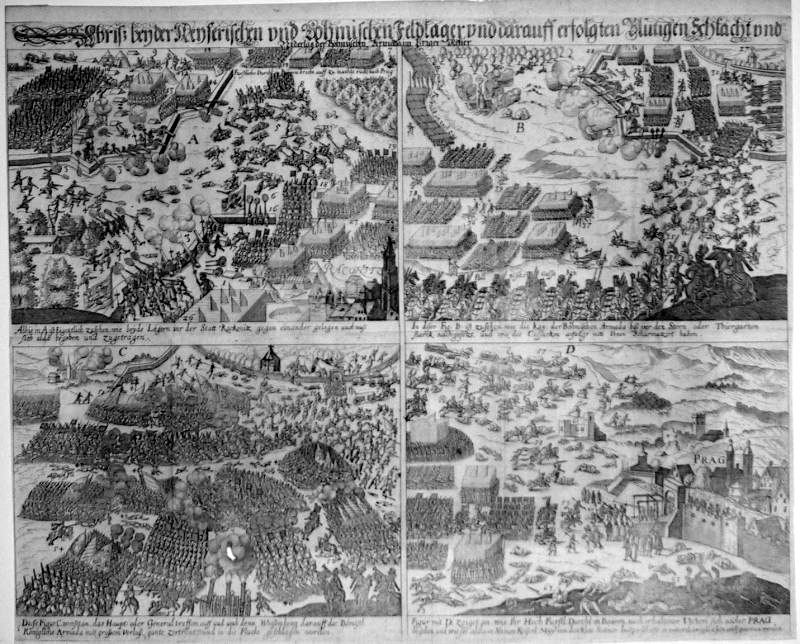
La batalla de la Montaña Blanca en un grabado de la época.

La batalla de la Montaña Blanca (en checo: Bitva na Bílé hoře; en alemán: Schlacht am Weißen Berg) fue una batalla importante en las primeras etapas de la guerra de los Treinta Años librada el 8 de noviembre de 1620 y una de las primeras confrontaciones militares en la guerra de los Treinta Años. En ella, un ejército de 20 000 checos y mercenarios bajo el mando de Cristián de Anhalt se enfrentó en las cercanías de Praga a 25 000 hombres de los ejércitos combinados del Sacro Imperio Romano Germánico de Fernando II, dirigido por el Conde de Bucquoy, y de la Liga Católica de Alemania, al mando de Johann Tserclaes (conde de Tilly). La batalla marcó el fin del período bohemio de la guerra de los Treinta Años al entrar las tropas imperiales en la capital de Bohemia y someter a los protestantes.
La batalla influyó decisivamente en el destino de las tierras checas durante los siguientes 300 años. Sus secuelas cambiaron drásticamente el paisaje religioso de estas tierras. El catolicismo conservó la mayoría en las tierras checas hasta finales del siglo XX.

## Antecedentes
A principios del siglo XVII, la mayoría de las propiedades bohemias, aunque bajo el dominio del Sacro Imperio Romano Germánico, tenían una gran población protestante y se les habían otorgado derechos y protecciones que les permitían diversos grados de libertad religiosa y política. En 1617, cuando el emperador Matías de Habsburgo yacía agonizante, su primo Fernando, un católico muy devoto y defensor de la Contrarreforma, fue nombrado su sucesor en el Sacro Imperio y Rey de Bohemia. Esto produjo una profunda consternación entre los numerosos protestantes bohemios que temían no solo la pérdida de su libertad religiosa, sino también su semiautonomía tradicional, bajo la cual muchas de las fincas tenían constituciones individuales separadas que gobernaban su relación con el Imperio y donde el Rey era elegido por los líderes locales.
Fernando, que se convirtió en el emperador Fernando II después de morir Matías en 1619, vio al protestantismo como enemigo del Imperio y quiso imponer el dominio absolutista sobre Bohemia, al tiempo que fomentaba enérgicamente la conversión a la fe católica. También esperaba recuperar las propiedades de la Iglesia que habían sido ocupadas por los protestantes al comienzo de la Reforma, décadas antes, y eliminar al electorado: el cuerpo de príncipes que elegía al Sacro Emperador Romano y que tenía un poder considerable sobre la política imperial.
Particularmente irritante para los protestantes fueron los momentos en que percibieron violaciones de la Carta de la Majestad de 1609 del emperador Rodolfo II, que había garantizado la libertad religiosa en toda Bohemia. En mayo de 1618, queriendo expresar sus quejas sobre este y otros asuntos, un grupo de nobles bohemios se reunió con representantes del Emperador en el castillo real de Praga; la reunión terminó con dos de los representantes y su escriba arrojados por una ventana a gran altura y gravemente heridos. Este incidente, conocido como la tercera defenestración de Praga, desencadenó la revuelta de Bohemia.
En noviembre de 1619, el Elector Federico V del Palatinado, que como muchos de los rebeldes era calvinista, fue elegido rey de Bohemia por el electorado bohemio.

## La batalla

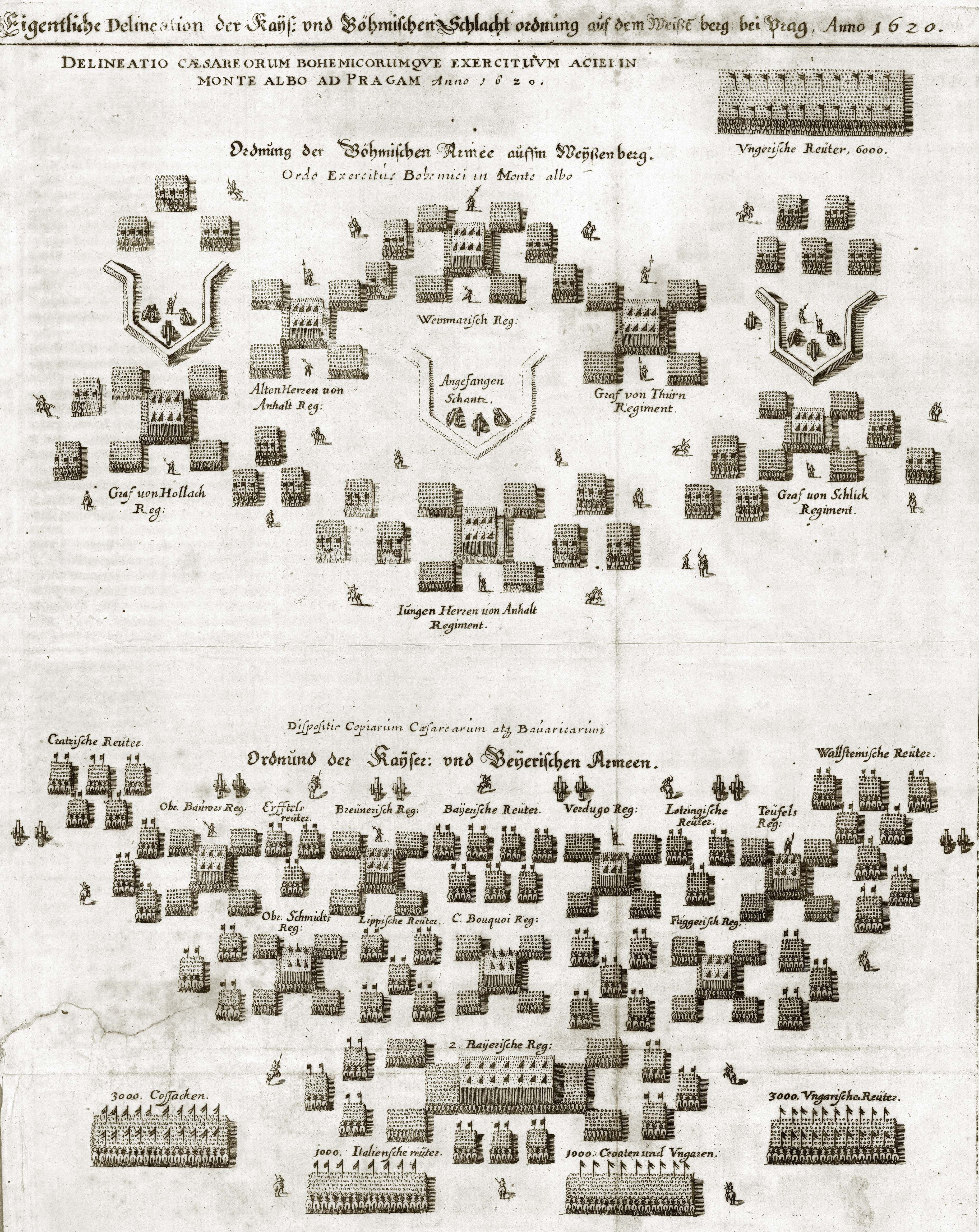
Plan de la batalla en el Theatrum Europaeum: arriba las fuerzas bohemias y abajo las fuerzas imperiales y bávaras.

En 1620, ahora plenamente establecido como emperador, Fernando II se propuso conquistar Bohemia y dar un castigo ejemplar a los rebeldes. El rey Federico y su comandante militar, el príncipe Christian de Anhalt, habían organizado un ejército protestante de 30 000 hombres; Fernando contraatacó con una fuerza de 25 000, muchos de ellos soldados experimentados, bajo el liderazgo capaz del Mariscal de Campo Tilly, un noble católico español-flamenco. El ejército de Tilly tuvo la ventaja de incluir a tres de los líderes militares más exitosos en la historia europea: el propio Tilly y los futuro generales Wallenstein y Montecuccoli. La fuerza de Tilly estaba formada por dos grupos distintos: tropas imperiales comandadas por Carlos Buenaventura de Longueval, conde de Bucquoy y soldados alemanes de la Liga Católica, directamente bajo Tilly. Así mismo, a Longueval se unieron refuerzos de los tercios hispánicos, incluyendo el tercio valón de Guillermo Verdugo (hijo del renombrado Francisco Verdugo) y el napolitano de Carlos Spinelli. Todos los ejércitos empleaban a numerosos mercenarios, incluido, según algunas definiciones, el propio Tilly. Sirviendo con la Liga Católica como observador oficial estuvo el futuro "padre de la filosofía moderna", René Descartes.
Después de conquistar la mayor parte del oeste de Bohemia, el ejército imperial se dirigió a Praga, la capital de Bohemia, luego en manos rebeldes. Los bohemios intentaron bloquearlos estableciendo posiciones defensivas, que el ejército imperial simplemente evitó. Marchando con la fuerza a sus hombres, Christian de Anhalt logró adelantarse al ejército imperial justo antes de Praga. Así ganó una posición ventajosa en la "Montaña Blanca", en realidad una meseta baja, pero tuvo poco tiempo para establecer obras defensivas. El entusiasmo por unirse a la batalla fue bajo en ambos lados. Después de los reveses de las semanas anteriores, el ejército de Christian de Anhalt se había reducido a unos 15 000 hombres, con pocas perspectivas de victoria; a los mercenarios de ambos lados no se les había pagado en meses; y con el invierno acercándose, frío y húmedo, las condiciones de combate eran menos que ideales.

Esquema de la batalla de Montaña Blanca (1620).

El 8 de noviembre, una pequeña fuerza imperial fue enviada a reconocer el flanco protestante. Para su sorpresa, los bohemios se retiraron con su avance. Tilly rápidamente envió refuerzos, y el flanco bohemio comenzó a desmoronarse. Anhalt trató de recuperar la situación enviando infantería y caballería dirigidas por su hijo Christian II. La caballería cargó contra la infantería imperial, causando bajas significativas, pero Tilly la contrarrestó con su propia caballería, obligando a los jinetes bohemios a retirarse. La infantería de Bohemia, que en ese momento se estaba acercando al ejército imperial, vio a la caballería que se retiraba, por lo que dispararon una descarga general en el límite del alcance de sus armas antes de retirarse. Un pequeño grupo de caballería imperial comenzó a rodear las fuerzas protestantes, llevándolos al centro del campo de batalla. Con el ejército de Bohemia ya desmoralizado, compañía tras compañía comenzó a retirarse, la mayoría sin haber entrado realmente en la batalla. Tilly y sus soldados de caballería imperiales avanzaron con 2000 húsares bávaros , empujando constantemente a las fuerzas protestantes hacia el Palacio de las Estrellas (al oeste de Praga), donde los rebeldes intentaron sin éxito establecer una línea de defensa.
La Batalla de la Montaña Blanca fue más una escaramuza que una batalla en toda regla. El ejército bohemio no era rival para las tropas del emperador Fernando. La batalla real duró solo una hora y dejó al ejército bohemio hecho jirones. Unos 4000 protestantes resultaron muertos o capturados, mientras que las pérdidas imperiales ascendieron a solo alrededor de 700.
Si bien el ejército imperial contaba con cierta ventaja numérica, la envidiable posición defensiva adoptada por los checos hacía prever una situación de igualdad. La explicación de la rápida victoria del ejército imperial puede estar en la despreocupación de los oficiales checos y en la desmoralización de los soldados que defendían los estamentos de Bohemia, tanto más cuanto que dichos estamentos no mostraban disposición a pagar la soldada.
Como consecuencia, cuando las tropas católicas lanzaron un ataque frontal, los mal pagados mercenarios del ala izquierda se dieron a la fuga, lo cual provocó tal desmoralización entre las tropas defensoras, que los atacantes entraron al cabo de pocas horas en Praga.

## Aspectos religiosos
Durante la batalla entre católicos y protestantes, el carmelita descalzo español Domingo de Jesús María exhibió una imagen de la adoración de los pastores mutilados por los iconoclastas lo que galvanizó a las tropas católicas y cegó a las protestantes según la leyenda.
Como consecuencia de esta batalla se ofreció en Roma la iglesia de Santa Maria Della Vittoria, que exponía la imagen que portó el carmelita y es famosa por contener la escultura del éxtasis de Santa Teresa, escultura de Bernini. Sin embargo, esta iglesia sufrió un incendio en el año 1833, perdiéndose la imagen.

## Consecuencias
Con el ejército de Bohemia destruido, Tilly entró en Praga y la revuelta terminó. El rey Federico huyó del país con su esposa Isabel, de ahí su apodo el Rey de Invierno, y muchos bohemios celebraron la restauración del gobierno católico.[cita requerida] Cuarenta y siete líderes de la insurrección fueron juzgados y veintisiete de ellos fueron ejecutados en la plaza de la Ciudad Vieja de Praga que en lo sucesivo se llamó la «ejecución de la Plaza del Barrio Antiguo». Entre los ejecutados estaban Kryštof Harant y Jan Jesenius. En la actualidad hay colocadas 27 cruces en los adoquines como un tributo a esas víctimas. Se estima que cinco sextas partes de la nobleza bohemia se exiliaron poco después de la Batalla de la Montaña Blanca, y sus propiedades fueron confiscadas.
Quedaba un fuerte ejército protestante en Silesia bajo el mando de Johann Georg de Hohenzollern, duque de Krnov, que continuó la lucha contra el ejército imperial en Moravia y en la actual Eslovaquia hasta 1623.
En 1621, el Emperador ordenó a todos los calvinistas y otros no luteranos que abandonaran el reino en tres días o se convirtieran al catolicismo.[cita requerida] En 1622 prohibió la práctica de la fe luterana. En 1626 ordenó a todos los luteranos, la mayoría de los cuales no habían participado en la revuelta), que se convirtieran o, de lo contrario, se tendrían que ir del país. En 1627, el Arzobispo Harrach de Praga y Jaroslav Borzita de Martinice se propusieron convertir a los herejes, como se los denominó, por medios pacíficos; la mayoría de los bohemios se convirtieron pero una significativa minoría protestante permaneció en su fe. Las tropas españolas, que buscan rodear las rebeldes provincias neerlandesas, se apoderaron de las tierras del Palatinado. Con la posibilidad de que el protestantismo invadiese Alemania, Dinamarca entró en la lucha y Suecia se unió a las fuerzas protestantes en 1630.
Antes de la guerra existían alrededor de 151 000 granjas en las Tierras de la Corona de Bohemia, mientras que para el año 1648 solo quedaban 50 000. Al mismo tiempo, el número de habitantes disminuyó de tres millones a solo 800 000.
El resultado de la batalla de 1620 trajo dos siglos de recapitalización de las tierras checas y el declive de la aristocracia y la elite de habla checa, así como de la propia lengua, acompañada de la creciente influencia de las élites de habla alemana, fue un proceso que se ralentizó por el renacer nacional checo desde finales del siglo XVIII. Los historiadores y escritores nacionalistas checos como Alois Jirásek se han referido a los siglos XVII y XVIII en las tierras checas como la «Edad Oscura».
La batalla también tuvo un efecto dramático en el idioma checo. La clase educada de los checos adoptó el idioma alemán. El idioma checo tuvo que ser revitalizado como lengua literaria en el movimiento renacentista checo de finales del siglo XVIII y principios del siglo XIX, que todavía se puede entender hoy como diglosia.

## Montaña Blanca
La Montaña Blanca es hoy en día un cerro en el límite oriental de la ciudad de Praga. La mayor parte del terreno donde se desarrolló la batalla está ocupado por mansiones construidas en la segunda década del siglo XX. En lo alto del cerro hay un monumento conmemorativo de la batalla levantado en 1920.